# Snaphance

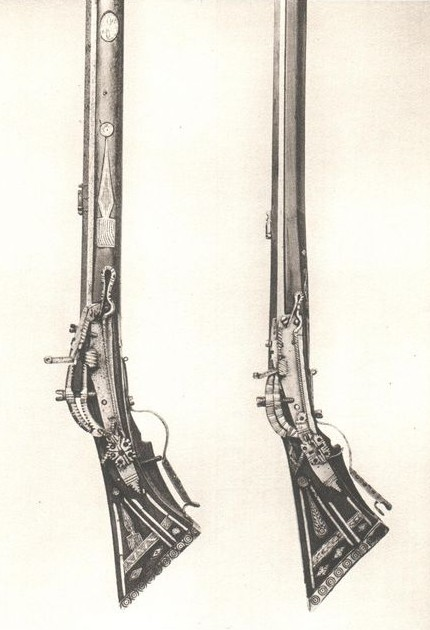
Snaphance suecas de mitad del.

Snaphance, snaphaunce (también conocida en español como esnapance o chenapán, del neerlandés schnapp hahn "gallina que picotea") es el nombre dado a un tipo de llave usada para disparar un arma de fuego o también a la propia arma que utiliza ese mecanismo. El nombre es de origen holandés, pero el mecanismo no puede ser atribuido con certeza a Holanda. Es la evolución mecánica de la llave de rueda, siendo junto a la llave de Miquelete y el doglock los predecesores de la llave de chispa. Dispara golpeando un sílex contra un rastrillo de acero situado sobre una cazoleta llena de pólvora fina, que al encenderse detona la carga propulsora. Ejemplos de armas de fuego con este tipo de llave se pueden encontrar en toda Europa, África del norte, y Oriente Medio.

## Diseño
Como en el primitivo snaplock primitivo y la posterior llave de chispa, el snaphance hace golpear un sílex contra un rastrillo de acero, generando una lluvia de chispas que encienden la pólvora fina de la cazoleta y su llamarada detona la carga propulsora a través del oído o fogón
El sílex está sostenido por una mordaza en el extremo de una palanca doblada llamada martillo o can. Al apretar el gatillo, el martillo se mueve hacia adelante bajo la presión de un fuerte resorte y golpea el rastrillo (una placa curva de acero llamada frizzen en dialecto inglés del siglo XVII), produciendo una lluvia de chispas (de hecho virutas de acero incandescentes). Estas caen dentro de la cazoleta que contiene pólvora fina. La llamarada de la pólvora fina de la cazoleta viaja a través del oído o fogón, detonando la carga propulsora en la recámara. El rastrillo está al final de un brazo que puede moverse independientemente de la tapa de cazoleta.
El snaphance apareció por primera vez a fines de la década de 1550, como una mejora del primigenio snaplock en uno o varios de los siguientes países: España, Holanda, Alemania, Escocia o Suecia. La principal mejora fue que la cubierta de la cazoleta se abría automáticamente (para mantener la pólvora fina seca hasta el preciso momento del disparo), como en la llave de rueda (el snaplock tenía una cubierta de cazoleta accionada manualmente, como la de la llave de mecha; algunas definiciones clasifican al snaphance como un subtipo del snaplock). Al igual que en la llave de rueda, el snaphance empleaba un mecanismo de barra de transferencia lateral para conectar el gatillo al can.   
Los modelos posteriores tenían una variedad de mecanismos de seguridad para impedir el disparo accidental del arma. Sin estos las armas, como cualquier arma de fuego, podían ser sumamente peligrosas: En Voyages, Hakluyt registra la muerte de uno de los hombres que iban en la circunnavegación de Cavendish en la década de 1580 debido a un disparo accidental durante un reembarque apresurado en la costa de Ecuador, mencionando específicamente que el arma era un snaphance. El snaphance tiene un tipo de seguro en su propio diseño, ya que el rastrillo puede moverse manualmente hacia adelante, de modo que el martillo no podía generar chispas si se soltaba accidentalmente. 
Esto tenía una desventaja inherente: en la llave de chispa cuando el martillo está medio armado y el rastrillo está cerrado, el pedernal está en estrecha proximidad al rastrillo y se puede ajustar fácilmente para cuadrar el impacto en el centro del mismo; en el snaphance, el martillo sólo puede estar completamente armado o completamente bajado, en esta posición impide que el rastrillo sea llevado de nuevo a la posición de disparo, por lo que es más difícil alinear el pedernal. El desarrollo del snaphance ocurrió por separado pero al mismo tiempo que la creación de la llave de Miquelete.

## Uso

Animación de snaphance chispeando.

El snaphance fue empleado desde finales de la década de 1550 hasta el presente (en las armas norteafricanas), pero alrededor de 1680 ya era obsoleto en todas partes excepto el norte de Italia, donde continuó siendo empleado hasta la década de 1750. En Europa, especialmente en Francia, el snaphance fue reemplazado por la llave de chispa con su  rastrillo/cubierta de cazoleta combinados desde 1620. En Inglaterra, el mecanismo híbrido llamado "llave inglesa" reemplazó al snaphance desde la misma fecha. Tanto la llave de chispa como la "llave inglesa" eran más baratas y menos complejas que el snaphance.
El snaphance dominó el mercado de armas de Nueva Inglaterra hasta que cayó en desuso a mediados del siglo XVII. Virginia, Massachusetts y Connecticut prohibieron el obsoleto mecanismo a fines del siglo XVII.

## Nombre
Se cree que el origen del nombre snaphance está en el idioma neerlandés "Snap Haan" o el alemán, que significa "pico de gallina" o "palanca mordedora", estando relacionado con la forma del mecanismo y su acción hacia abajo (lo cual también explicaría el nombre de "gallo" para el mecanismo con forma de pico que sostiene el sílex). Una explicación más novelesca está relacionada con el uso de este tipo de arma por parte de los ladrones de pollos, que serían delatados por el brillo y el olor de una mecha lenta encendida al emplear un arma de mecha en sus correrías nocturnas. Sin embargo, la palabra alemana Schnapphahn ha variado desde las primeras definiciones y tradicionalmente describe a un bandolero a caballo, que probablemente utilizaría un arma de este tipo. La palabra francesa chenapan también cambió su significado en el siglo XVII para definir a un canalla o un pícaro. Durante la Segunda Guerra del Norte y la Guerra Escanesa, un "Snapphane" era un guerrillero pro-danés en Escania, región que había sido anexada por Suecia y cuyos habitantes deseaban ser parte de Dinamarca.
En el idioma sueco, la palabra Snapphane es registrada por primera vez en 1558, en una carta del rey Gustavo I de Suecia a su hijo el Duque Juan de Finlandia sobre los reffvelske snaphaner (snappahar de Tallin-Reval), mientras que en las anteriores cartas se discutía sobre los corsarios estonios y los problemas que causaban al comercio ruso. En los inventarios de la Armería Real de Estocolmo, la palabra snapphanelås (llave snaphance) aparece por primera vez en 1730, después de la conquista de las antiguas provincias danesas de Skåne, Halland y Blekinge en la década de 1670. Los campesinos guerreros locales fueron llamados snapphanar y sus típicos fusiles de pequeño calibre (véase la imagen) fueron descritos como teniendo snapphanelås: llaves o fusiles empleados por los snapphanar. En los inventarios anteriores, siempre se empleaba la palabra snapplås (snaplock).
En la novela de K. J. Parker El Martillo, cuya acción tiene lugar en un universo ficticio, las pistolas son directamente mencionadas como "gallinas picadoras".